# Edwina
Edwina – imię żeńskie pochodzenia germańskiego, żeński odpowiednik imienia Edwin. Wywodzi się od słów oznaczających "pomyślność", "szczęście" i "przyjaciel". Patronem tego imienia jest św. Edwin, król Northumbrii.
Edwina imieniny obchodzi 12 października.

## Osoby noszące to imię
- Edwina Tops-Alexander – australijska amazonka
- Edwina Chamier – kanadyjska narciarka alpejska